# Centaurea akamantis
Centaurea akamantis (tên tiếng Anh là Akamas Centaurea) là một loài thực vật có hoa thuộc họ Asteraceae.
Nó chỉ được tìm thấy ở Cộng hòa Síp.
Môi trường sống tự nhiên của chúng là thảm cây bụi kiểu Địa Trung Hải.
Nó bị đe dọa do mất nơi sống.